# 7638 Gladman
Gladman (asteroide 7638) é um asteroide da cintura principal, a 1,738344 UA. Possui uma excentricidade de 0,3150139 e um período orbital de 1 476,63 dias (4,04 anos).
Gladman tem uma velocidade orbital média de 18,69673452 km/s e uma inclinação de 6,83732º.
Este asteroide foi descoberto em 26 de Outubro de 1984 por Edward Bowell.